# Fixed first visit
Fixed First Visits sind alle Beanstandungen, die beim ersten Werkstattbesuch nachhaltig erfolgreich behoben wurden.
Fixed First Visit (FFV) wird als Kennzahl verwendet, um die Werkstattqualität anzugeben.
FFV wird vermehrt in der Automobilbranche verwendet. Von Daimler ist bekannt, dass die Werkstätten anhand von FFV eingestuft werden.
Bei einer FFV-Quote von 100 % konnte jedes Fahrzeug im ersten Anlauf nachhaltig repariert werden.
Konnten 4 von 5 Fahrzeugen auf Anhieb repariert werden, ist die FFV-Quote 80 %
Kunden werden sich eine Werkstatt mit guter FFV-Quote suchen. Diese Werkstatt wird das Problem eines Fahrzeugs schneller lösen als eine andere Werkstatt.
Eine FFV-Messung kann auf verschiedene Arten durchgeführt werden:
- Durch eine Kundenumfrage mittels Fragebogen (Wurde Ihr Fahrzeug auf Anhieb richtig repariert?)
- Durch eine mathematisch-statistische Betrachtung der Reparaturen. (Wurde zum selben Schaden innerhalb eines Jahres zweimal die gleiche Reparatur ausgeführt, ergibt dies eine Wiederholreparatur)

{\displaystyle FFV=AlleReparaturen-Wiederholreparaturen}
{\displaystyle FFVQuote=1-(Wiederholreparaturen/AlleReparaturen)}